# Highlander : Le Gardien de l'immortalité
Série Highlander
Highlander: Endgame
(2000)
Pour plus de détails, voir Fiche technique et Distribution.
Highlander : Le Gardien de l'immortalité (Highlander: The Source) est un film américano-britannico-lituanien réalisé par Brett Leonard, sorti directement en vidéo en 2007.
Il s'agit du 5e film de la franchise Highlander et le premier à ne pas être exploité en salles. En mai 2007, il avait pourtant été présenté au Marché du film de Cannes mais n'avait pas trouvé de distributeurs. Il a été diffusé aux États-Unis le 15 septembre 2007 sur Sci Fi Channel.
Dans ce 5e opus, l'acteur britannique Adrian Paul reprend son rôle de Duncan MacLeod qu'il avait tenu dans la série télévisée Highlander et dans le film précédent, Highlander: Endgame.

## Synopsis
Dans un futur proche, le monde a sombré dans le chaos. Dans une ville en ruines quelque part en Europe de l'Est, Duncan MacLeod se remémore les joies de sa vie passée. Esseulé et sans espoir, il finit par se joindre à un petit groupe d'Immortels, dont fait partie son mystérieux ami Methos, ainsi que son ami guetteur et mortel, Joe Dawson. Ensemble, ils partent à la recherche des origines des tout premiers Immortels ainsi que de « La Source » de leur immortalité, une mystérieuse entité avec laquelle la femme de Duncan, Anna, semble avoir un lien. Protégé par un gardien, Duncan se verra être l'élu qui atteindra cette Source, et qui lui accordera le don qui donnera tout son sens à la phrase typique des Immortels : « Il ne peut y en avoir qu'un ».

## Fiche technique
Sauf indication contraire, les informations mentionnées dans cette section peuvent être confirmées par les bases de données cinématographiques IMDb et Allociné,  présentes dans la section « Liens externes ».
- Titre original et québécois : Highlander: The Source
- Titre français : Highlander - Le Gardien de l'immortalité
- Réalisation : Brett Leonard
- Scénario : Mark Bradley et Stephen Kelvin Watkins, d'après une histoire de Mark Bradley, d'après les personnages créés par Gregory Widen
- Musique : George Kallis
- Direction artistique : Dean Clegg
- Décors : Tom Brown
- Costumes : Alexandra Tonelli
- Photographie : Steve Arnold
- Son : Paul Cotterell, Patrick Giraudi, Steve C. Shaw
- Montage : Chris Blunden et Les Healey
- Production : Peter S. Davis et William N. Panzer
  - Production exécutive : Christian von Tippelskirch
  - Production déléguée : Adrian Paul et B. J. Rack
  - Coproduction : Chris Chrisafis, Guy Collins, Michael Ryan, Ramunas Skikas et Donatas Zvalionis
  - Assistant de production : Zivile Gallego
- Sociétés de production :
  - États-Unis : Davis-Panzer Productions
  - Royaume-Uni : HandMade Films, IAC Films et Sequence Film
  - Lituanie : Lietuvos Kinostudija
- Sociétés de distribution : Lions Gate Films et The Sci-Fi Channel (États-Unis)
- Budget : 13 millions de $ (estimation)[1]
- Pays de production :  États-Unis[2],  Royaume-Uni,  Lituanie
- Langue originale : anglais
- Format : couleur (Technicolor) - 35 mm - 2,35:1 (CinemaScope) - son Dolby Digital
- Genre : fantastique, action, aventure, drame, science-fiction
- Durée : 86 minutes
- Dates de sortie[3] :
  - Royaume-Uni : 19 août 2007 (cinéma)
  - États-Unis : 15 septembre 2007 (1re diffusion à la télévision)
  - France : 10 juillet 2011 (sortie directement en DVD)
- Classification :
  - États-Unis : interdit aux moins de 17 ans (R – Restricted)[N 1]
  - Royaume-Uni : interdit aux moins de 15 ans (15 - Suitable only for 15 years and over)
  - Lituanie : n/a
  - France : tous publics
  - Québec : 13 ans et plus (13+ / 13 years and over)

## Distribution
- Adrian Paul (VF : Pierre Dourlens) : Duncan MacLeod
- Peter Wingfield (VF : Maurice Decoster) : Methos
- Jim Byrnes (VF : Michel Paulin) : Joe Dawson
- Cristian Solimeno : le Gardien
- Thom Fell : Giovanni
- Stephen Rahman-Hughes (en) (VF : Damien Witecka) : Zai Jie
- Stephen Wight (en) : Reggie Weller
- Thekla Reuten (VF : Alexandra Garijo) : Anna
- Patrice Naiambana : l'Ancien

## Production

### Développement
En 2001, quelque temps après la sortie du film précédent, Highlander: Endgame, les producteurs discutent d'une suite dans des conventions de fans. Dimension Films est alors impliqué dans la production, tout comme certains scénaristes dont Joel Soisson et Peter Briggs. Le tournage est alors prévu en Lituanie en 2005. Cependant en juillet 2005, Lions Gate rachète les droits du film, qui s'intitule alors, Highlander: The Journey Continues. Russell Mulcahy, réalisateur des deux premiers films, était lié au projet comme réalisateur, mais n'était pas convaincu par le scénario.

### Attribution des rôles
Jim Byrnes et Peter Wingfield reprennent respectivement leurs rôles de Joe Dawson et Methos qu'ils jouaient dans la série télévisée Highlander et dans le 4e film, Highlander: Endgame.
C'est la première fois de l'histoire de la franchise que Christophe Lambert n'apparaît pas.

### Tournage
Le film a été tourné en Lituanie, aux environs de la capitale Vilnius, ainsi qu'en Écosse.

## Accueil

### Sortie
Bien que sortie directement en DVD dans de nombreux pays, le film a tout de même bénéficié d'une sortie cinéma en Angleterre, au Portugal, aux Philippines et au Venezuela entre 2007 et 2008. En France, il a fallu attendre le 11 juillet 2011 pour le découvrir en DVD.
Le film était censé être le premier volet d'une nouvelle trilogie, mais l'idée est abandonnée à cause de l'accueil très négatif des fans envers le film[réf. nécessaire].

## Éditions en vidéo
En France, le film Highlander : Le Gardien de l'immortalité est sorti en DVD le 11 juillet 2011. Le film est également sorti en VOD le 1er octobre 2021.

## Différentes versions du film
Russie
Une première version du film, destinée à être présentée à des distributeurs, est sortie en DVD en février 2007 en Russie et s’est rapidement répandue sur Internet. Le même montage sera utilisé pour les DVD brésiliens, polonais, roumains et allemands. Les fans ont réagi de manière très hostile envers le film, le jugeant totalement catastrophique et indigne de la saga. Par la suite, le producteur Peter Davis affirma que le montage russe n’était pas la version définitive du film et que Liongate diffuserait celle-ci en septembre 2007. Le montage final fut donc diffusé aux États-Unis sur la chaîne Sci Fi Channel, amputé de huit minutes par rapport à la version russe et présentant un début et une fin relativement différentes. Le DVD français sorti chez Metropolitan présente le montage russe et non pas la version validée par les producteurs diffusée aux États-Unis.
 Pays-Bas
Une autre version du film a vu le jour au printemps 2007 en DVD.
 Royaume-Uni
Le DVD est sorti en région le 7 janvier 2008. Il s’agit de la même version que sur le DVD néerlandais mais avec un ratio incorrect de 1.78:1.